# 栗田圭
栗田 圭（くりた けい、1970年11月1日 - ）は、日本の男性声優。東京都出身。クレイジーボックス所属。

## 略歴
日本ナレーション演技研究所出身。
1995年から槇大輔に師事し、槇が代表を務める「語座」の座員でもある。
1997年から2004年8月まではシグマ・セブンに所属していた。

## 人物
趣味はオーディオ。特技は中国拳法。

## 出演

### テレビアニメ
1999年
- ∀ガンダム（技師、少年兵）

2001年
- 犬夜叉（小姓2）

2002年
- GetBackers-奪還屋-（スタッフ）
- フルメタル・パニック!（職員）

2003年
- 時空冒険記ゼントリックス（ジョリー）
- DEAR BOYS（草野勝巳）
- 鋼の錬金術師（サングラス男）

2004年
- ケロロ軍曹（2004年 - 2009年、漫画家、吉崎先生）
- サムライチャンプルー（受付）
- 蒼穹のファフナー Dead Aggressor（隊員）

2008年
- うちの3姉妹（じいじ）

2016年
- Occultic;Nine -オカルティック・ナイン-（組織の男性）

2018年
- 夢王国と眠れる100人の王子様（村人おっさん）

2019年
- メルヘン・メドヘン（ジェームズ・デイヴス）
- キャロル&チューズデイ（偽父A）

2020年
- 魔法科高校の劣等生 来訪者編（偽警官）

2021年
- チート薬師のスローライフ〜異世界に作ろうドラッグストア〜（レーン）

2023年
- Helck（住人、元老院、おっちゃん）

2024年
- 転生貴族、鑑定スキルで成り上がる（ベルツド軍老隊長）

### 劇場アニメ
- 茄子 アンダルシアの夏（2003年、友人C）

### ゲーム
- 鬼滅の刃 ヒノカミ血風譚（2021年）
- 信長の野望 出陣（2023年 - 、朝倉宗滴[5]、伊藤一刀斎[6]、伊達輝宗）

### ドラマCD
- 純情ロマンチカシリーズ（野分の友人）

### 吹き替え

#### 映画
- 死霊のいけにえ2（2001年、隊長）
- 反則王（2002年、同僚ドゥシク〈チョン・ウンイン〉）
- セットアップ（2012年、ジョンR）
- クリーブランド監禁事件 少女たちの悲鳴（2015年、ソラノ捜査官〈ジョー・モートン〉）※テレビ映画
- フラワーショウ！（2017年、ナイジェル・ホッグ〈アレックス・マックイーン〉）
- ヴァレリアン 千の惑星の救世主（2018年、大佐[7]）
- ウィンストン・チャーチル/ヒトラーから世界を救った男（2018年、ジョン・エヴァンス）
- ジュラシック・ワールド/炎の王国（2018年、リーダー傭兵〈チャーリー・ローズ〉）
- ハットンガーデン・ジョブ（2018年、ダニー〈フィル・ダニエルズ〉）
- ペンタゴン・ペーパーズ/最高機密文書（2018年、チャルマーズ・ロバーツ）
- ソニック・ザ・ムービー（2020年、海軍参謀総長〈ゲイリー・チョーク〉[8]）
- ミッドサマー（2020年、アーン〈アンダース・ベックマン〉[9]）
- ソング・トゥ・ソング（2021年、デュアン〈ヴァル・キルマー〉[10]）
- テスラ エジソンが恐れた天才（2021年、トーマス・エジソン〈カイル・マクラクラン〉[11]）
- ジェントルメン（2021年、デイヴ〈エディ・マーサン〉[12]）
- ザ・スイッチ（2021年、フランク[13]）
- でっかくなっちゃった赤い子犬 僕はクリフォード（2022年、アルバート〈アレックス・モッファト〉[14]）
- アクアマン/失われた王国（2024年、砲手男2[15]）

#### ドラマ
- アウトキャスト
- ハイテク武装車新バイパー（2001年、ビリー）※スーパーチャンネルで放送
- スターゲイト SG-1（サイラー〈2代目〉）
- 中国歴史ドラマ「項羽と劉邦 King's War」
- ジュビリー 〜ボリウッドの光と影〜